# Nezir Škaljić
Nezir Škaljić (23. februar 1844 - 10. mart 1905) bio je bošnjački političar, koji je bio treći gradonačelnik Sarajeva od 1899. sve do njegove smrti 1905. godine. Tokom perioda njegovog upravljanja dolazi do razvoja razvoj asfalta, kanalizacionog sistema i banje Bentbaša u Sarajevu. Škaljić je takođe bio sudija u nekoliko manjih gradova, a kasnije i u Vrhovnom sudu Bosne.

## Rani život
Škaljić je rođen i školovan u istočnobosanskom gradu Rogatici. Postao je lokalni sudija u svom rodnom gradu, a potom u gradovima Fojnica i Srebrenica.

## Politička karijera
Škaljić je bio jedan od četiri osnivača nezavisne „Islamske zajednice u Bosni i Hercegovini” (Rijaset Islamske zajednice BiH). Osnivanje ove zajednice omogućilo je bošnjačku versku i političku emancipaciju od Osmanskog carstva. Škaljić je dobio carski austrijski orden Franca Jozefa „Veliki krst“ prvog reda.Godine 1899. Škaljić je preuzeo dužnost gradonačelnika Sarajeva kada je Mehmed Kapetanović napustio tu dužnost zbog lošeg zdravlja.
Austrougarska je u ovom periodu u Sarajevu izvršila razvoj modernog kanalizacionog sistema. Godine 1901. u Sarajevu su se pojavili prvi moderni asfalti, prvo okružujući katedralu Svetog Srca, a kasnije i čitav grad. Otvorio je narodnu banju Bentbaša, 20. jula 1902. godine, koja je i dalje u funkciji.

## Porodična istorija
Porodica Škaljić emigrirala je iz mesta  Škaljari, njihovog naselja u Boki Kotorskoj, u Sarajevo 1672. godine, tokom Velikog turskog rata. Nastanivši se u Sarajevu, porodica je kupila velike površine zemlje  „protežući se od predgrađa Sarajeva do Rogatice u istočnoj Bosni“. Istakli su se kao trgovci, trgujući prvenstveno sa nemačkim govornim svetom. Ostali Škaljićevi bili su politički vođe, islamski i pravni naučnici. Jedna od sarajevskih ulica i danas nosi naziv po prezimenu ove porodice. Reč je o ulici „Škaljića sokak“.
Nezirov praunuk Fehim Škaljić je savremeni bosanski političar.
Među ostalim istaknutim članovima porodice Škaljić je i Abdulah Škaljić, balkanski lingvista i autor knjige „Turcizmi na srpsko-hrvatskom jeziku” , prvi put objavljene 1966. godine. Od tada je knjiga objavljena u deset izdanja i još uvek se smatra „jedinstvenim i nezamenljivim“ izvorom za proučavanje južnoslovenskog jezika i kulture.